# Tiroteig de l'Escola Primària de Sandy Hook
La massacre de l'Escola Primària de Sandy Hook (Sandy Hook Elementary School) va passar el 14 de desembre de 2012 en aquest centre escolar, situat a la localitat de Sandy Hook, pertanyent a la ciutat de Newtown, a l'estat de Connecticut, als Estats Units. En el moment dels fets es van identificar 26 cadàvers, 20 dels quals eren de nens i 6 d'adults. L'autor de la matança era un home d'uns 20 anys que van trobar mort a l'escola.